# 出町柳パラレルユニバース
「出町柳パラレルユニバース」（でまちやなぎパラレルユニバース）は、ASIAN KUNG-FU GENERATIONの29枚目のシングルで、2022年9月28日にKi/oon Musicより発売された。

## 解説
前作「エンパシー」以来1年1か月ぶりのシングルで、表題曲はアニメ映画『四畳半タイムマシンブルース』の主題歌に決定している。2022年7月23日に日比谷野外大音楽堂で行われた「プラネットフォークス」ツアー前半最終公演でライブ初披露となった。
表題曲のMVではメンバーそれぞれが『四畳半タイムマシンブルース』のキャラクターに扮しており(後藤が「私」、喜多が「小津」、山田が「樋口」、伊地知が「城ケ崎」)、アニメ映像とコラボしている。
「I Just Threw Out The Love Of My Dreams」はWeezerのカバーで、AAAMYYYが参加している。カップリング曲にカバー音源が収録されるのは2008年の「Hello Hello(The Rentals)」以来約14年ぶり。
「追浜フィーリンダウン」は後藤と喜多の共作である。京浜急行の駅名が冠されており、「シーサイドスリーピング」「八景」に通ずる世界観である。
「柳小路パラレルユニバース」のタイトルは江ノ電の駅名からである。表題曲とは一部パートを除き同じ構成である。2023年7月5日発売の11thアルバム『サーフ ブンガク カマクラ (完全版)』にも収録される。
9月21日に表題曲「出町柳パラレルユニバース」の先行配信が開始した。
付属Blu-rayには2021年11月22日に行われた25th Anniversary Tour 2021 “Quarter-Century"のZepp Tokyo公演の模様が収録されている。

## 収録曲

### CD
| #         | タイトル                                   | 作詞         | 作曲               | 備考                                     |      |
| --------- | ------------------------------------------ | ------------ | ------------------ | ---------------------------------------- | ---- |
| 1.        | 「出町柳パラレルユニバース」               | 後藤正文     | 後藤正文           | 映画『四畳半タイムマシンブルース』主題歌 |      |
| 2.        | 「I Just Threw Out The Love Of My Dreams」 | Rivers Cuomo | Rivers Cuomo       | Weezerカバー。                           |      |
| 3.        | 「追浜フィーリンダウン」                   | 後藤正文     | 後藤正文, 喜多建介 |                                          |      |
| 4.        | 「柳小路パラレルユニバース」               | 後藤正文     | 後藤正文           |                                          |      |
| 合計時間: | 合計時間:                                  | 合計時間:    | 合計時間:          | 合計時間:                                | 0:00 |